# Max Hirschberg
Max Hirschberg (1883-1964) était un avocat juif d'origine allemande, spécialiste en erreurs judiciaires, qui vécut aux États-Unis.
Pendant la république de Weimar, il a été confronté à la Cour plusieurs fois avec des personnalités Nazis. Il lui était permis d'exercer sa profession en Allemagne jusqu'à 1934, année pendant laquelle il est émigré en l'Italie. Quelques années plus tard, il s'est installé aux États-Unis.